# Tommy Vercetti
Thomas "Tommy" Vercetti és un personatge fictici de videojocs a la saga Grand Theft Auto. Ell és el protagonista i jugador al videojoc Grand Theft Auto: Vice City. Fou nascut el 1951 en el videojoc, al que li dona veu Ray Liotta. També sobrenomenat com El Carnisser d'Harwood.
Retratat com un temperamental mafiós italoamericà, Tommy és un home fet o ex-soldat de la família criminal de Forelli, una organització fictícia de Màfia italiana. Després de complir una condemna de 15 anys de presó per assassinat, Tommy és alliberat el 1986 i reprèn la feina a Vice City, una ciutat fictícia basada en Miami. No obstant això, aviat té l'encàrrec de recuperar els béns robats d'un tràfic de drogues emboscat. La recerca d'en Tommy el porta a establir diversos contactes criminals, construint una reputació dins l'inframón criminal de Vice City. Tommy finalment expandeix el seu imperi criminal, convertint-se en el cap de la ciutat.
Tommy va ser ben rebut per la crítica, que va trobar que era més complert i simpàtic que els protagonistes anteriors de la sèrie, i va elogiar la seva caracterització, comparant-la amb la de Tony Montana de la pel·lícula de 1983 Scarface. L'actuació de Liotta com a Tommy també va ser elogiada i li va valer diversos reconeixements de cap d'any.

## Concepte i disseny
Tommy Vercetti, un italoamericà, està retratat amb una d'aspecte moreno maco, cabell castany fosc pentinat, gairebé negre i una ombra constant a les cinc. Apareix per primera vegada amb una camisa hawaiana de color blau clar amb palmeres blau fosc estampades, un collaret de perles d'or al coll, un rellotge d'or al canell esquerre i un parell de texans blaus i blancs, i amb sabatilles esportives. A mesura que avança el joc, a Tommy se li ofereixen més opcions d'armari. Tommy, de diverses maneres, presenta les característiques del cap de la droga fictici Tony Montana de la pel·lícula de 1983 Scarface. Això coincideix amb els temes pesats i l'aparença de la pel·lícula que s'ha implementat Vice City. La interacció entre Tommy i Lance Vance va ser dissenyada per ser similar a la relació de Sonny Crockett i Ricardo Tubbs de Miami Vice.
L'equip va passar temps "resolvent l'enigma" d'un protagonista parlant, una desviació notable del protagonista silenciós Claude de Grand Theft Auto III. Ray Liotta va interpretar el protagonista Tommy Vercetti. Liotta va descriure el paper com un repte: "Estàs creant un personatge que no hi havia abans ... És molt intens". Quan va gravar el paper, l'equip va utilitzar la pantalla blava per permetre que Liotta visualitzés "com es mourà". L'equip va assegurar que el jugador sentia "afinitat real" per Tommy, fent de la narració un interès clau per al desenvolupament. Dan Houser va descriure Tommy com "fort i perillós i preparat per esperar que arribés l'oportunitat adequada". El director Navid Khonsari trobava ocasionalment difícil treballar amb Liotta. "En algunes sessions hi estava... endinsat, però de vegades... era molt fosc i no podia treballar", va dir Sam Houser.
Abans de l'estrena de Vice City, IGN va afirmar que Tommy era probable que "deixés el mateix tipus d'empremta als nens de l'actualitat que la interpretació de Ray Sinclair [de l'actor Ray Liotta] va deixar a totes les escoles secundàries i universitats que va veure Alguna cosa salvatge el 1986". També van comparar el retrat de Tommy de Liotta amb el de Henry Hill a Un dels nostres. Quan se li va preguntar sobre la seva interpretació de Tommy, Liotta va declarar que "va ser un treball dur". Va dir que "pràcticament us esteu posant a les mans [dels desenvolupadors de jocs] i feu el que vulguin, de manera que no hi ha molt per fer de manera creativa."

## Biografia

### Nacionalitat
En Tommy Vercetti és una persona dura de caràcter. Encara que sigui ser bastant carismàtic i enginyós és un veritable home solitari, com li diu en Lance Vance la primera vegada que es coneixen. No ha tingut una vida fàcil, ni tan sols això explica que acabés com a rei dels barris de Vice City.

### Origen
El seu pare treballava en una impremta, on en Tommy l'ajudava a netejar els rodets. Tot semblava indicar que es dedicaria a aquella professió, però en Vercetti va decidir agafar un altre camí i va entrar en la família Forelli, un clan mafiós de Liberty City. El seu fort temperament no va tardar a passar-li factura, i va acabar essent com "el carnicer d'Harwood" per matar a 11 persones quan només li havien demanat que es desfés d'una. Després de cometre aquest crim, va ser condemnat a passar 15 anys a la presó (des de 1971 fins a 1986) en comptes d'haver sigut castigat amb la pena de mort, gràcies al seu amic i capo de la Familia, Sonny Forelli, que va haver de demanar bastants favors.

### Arribada a Vice City

En Tommy Vercetti al far d'Ocean Beach.

Com tornar a Liberty City després d'haver protagonitzat aquella massacre no faria més que faltés, en Sonny envia en Tommy a la ciutat en què més diners s'estaven movent per la droga: Vice City. Al costat de l'advocat Ken Rosenberg i dos matons dels Forelli, en Harry i en Lee, en Vercetti ha de tancar un tracte amb en Victor Vance i en Lance Vance. El tracte se'n va a la deriva quan en plena transsacció al moll de la ciutat apareix un grup de persones emmascarades armades amb fusells d'assalt, que acaben amb la vida de Victor Vance, en Harry i en Lee. En Tommy escapa de miracle i aquella mateixa nit contacta immediatament amb en Sonny per explicar-li el que havia passat.
En Vercetti es troba en una ciutat desconeguda, amb un deute de 20.000 dòlars amb la seva família i amb només un aliat, un advocat poruc i sense influència, però especialista a fugir amb la cua entre les cames. Gràcies a l'ajuda del Coronel Cortez, la seva filla Mercedes, Avery Carrington i altres personatges que coneix al llarg de la seva estada, en Tommy aconsegueix guanyar-se el respecte de la gent de Vice City.

## Grand Theft Auto: San Andreas
A Grand Theft Auto: San Andreas, Tommy Vercetti és esmentat quan Ken Rosenberg li truca després d'haver passat un temps en una clínica de desintoxicació a San Andreas, al Fort Carson Medical Center. Just quan surt de la clínica, Ken truca per telèfon a Tommy per dir-li que ja s'ha recuperat de la seva addicció a les drogues, però no aconsegueix posar-s'hi en contacte, perquè l'home que es posa a l'altra banda del telèfon diu que no coneix cap Tommy Vercetti. Pot ser que Tommy no volgués mantenir la seva relació amb Ken, que Tommy es mudés o fins i tot que hagués mort després de sis anys al capdamunt de l'escala criminal de Vice City. També, a la missió "The Meat Business", quan Carl Johnson mata alguns membres de la Família Sindacco, Ken s'emociona i crida: "Tommy, com en els vells temps", al que Carl Johnson pregunta "Qui és Tommy?" però aquest mai no li va respondre.

## Rebuda

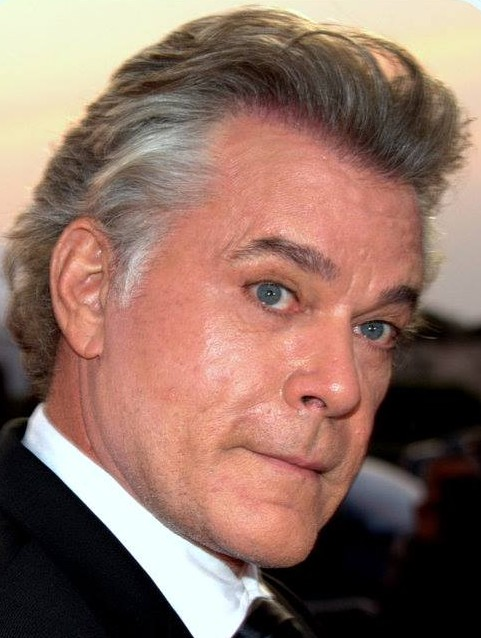
La representació de Tommy de Ray Liotta va ser elogiada.

El personatge de Tommy Vercetti va rebre crítiques i comentaris molt positius de crítics i jugadors de Vice City, arribant a moltes llistes dels millors personatges de videojocs. Scott Alan Marriott de AllGame va trobar Tommy més atractiu que en Claude de Grand Theft Auto III; Perry de IGN va considerar que Rockstar "va trobar la persona adequada i l'elecció correcta", i Edge va escriure que Tommy "sua carisma", elogiant l'actuació de Liotta. CraveOnline va afirmar que jugar com a Tommy era "una alenada d'aire fresc". The Age va elogiar l'actuació de Liotta i va declarar "mentre el personatge fa riffs a Tony Montana al llarg del joc, els discursos de Liotta li donen un sentit de l'humor imprudent que el fa més simpàtic.". GameDaily va elogiar el retrat de Liotta perquè l'havia transformat d'un maton d'aspecte genèric a un "home dur que va governar els anys 80." The Telegraph va descriure Tommy com "el protagonista més amoral" de Grand Theft Auto.
Liotta va guanyar el premi a la millor interpretació masculina d'acció en directe/veu als premis G-Phoria de 2003 i a la millor actuació d'un humà als Premis Spike de Videojocs de 2003.

## Curiositats
- Tant a la seva història com a la seva personalitat semblen estar basades en la de Tony Montana, el protagonista de la pel·lícula El Preu del Poder (Scarface).
- En el videojoc de DRIV3R s'inclou un personatge secret anomenat Timmy Vermicelli, que tractava de ridiculitzar en Tommy Vercetti. Portava uns suros recordant que no pot nedar.